# 461

## Събития
- На 2 август римският император Майориан е заловен близо до Торона и пет дни по-късно е обезглавен.
- На 19 ноември Либий Север е провъзгласен за император на Западната Римска империя.
- Започва нова война с вандалите, начело с крал Гейзерик, която продължава до 468 година.

## Родени
- неизв. дата – Ромул Августул, римски император

## Починали
- 7 август – Майориан, римски император
- 10 ноември – Лъв I, римски папа